# Idaea zoalma
Idaea zoalma är en fjärilsart som beskrevs av Dyar 1914. Idaea zoalma ingår i släktet Idaea och familjen mätare. Inga underarter finns listade i Catalogue of Life.